# Benton County (Mississippi)
Das Benton County ist ein County im US-amerikanischen Bundesstaat Mississippi. Im Jahr 2020 hatte das County 7646 Einwohner und eine Bevölkerungsdichte von 7,3 Einwohnern pro Quadratkilometer. Der Verwaltungssitz (County Seat) ist Ashland. Das County gehört zu den Dry Countys, was bedeutet, dass der Verkauf von Alkohol eingeschränkt oder verboten ist.

## Geografie
Das County liegt im äußersten Norden von Mississippi und grenzt im Norden an Tennessee. Es hat eine Fläche von 1058 Quadratkilometern, wovon fünf Quadratkilometer Wasserfläche sind. Im Holly Springs National Forest entspringt der Wolf River, der über 145 Kilometer in Richtung Nordwesten bis nach Memphis, Tennessee fließt. An das Benton County grenzen folgende Nachbarcountys:
| Fayette County (Tennessee) |              | Hardeman County (Tennessee) |
| Marshall County            |              | Tippah County               |
|                            | Union County |                             |

## Geschichte

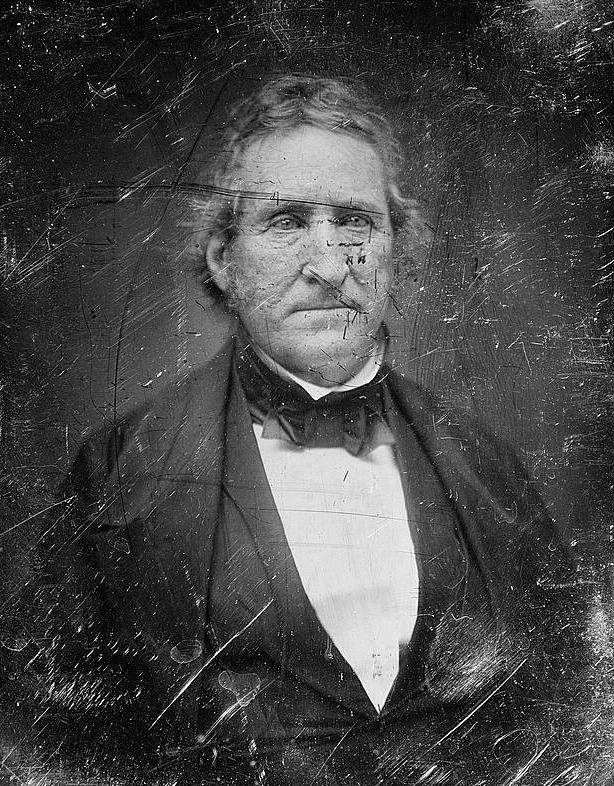
Thomas Hart Benton

Das Benton County wurde am 21. Juli 1870 aus Teilen des Marshall County und des Tippah County gebildet. Benannt wurde es nach Thomas Hart Benton (1782–1858), einem langjährigen US-Senator von Missouri (1821–1851).

## Demografische Daten
Nach der Volkszählung im Jahr 2010 lebten im Benton County 8729 Menschen in 3303 Haushalten. Die Bevölkerungsdichte betrug 8,3 Einwohner pro Quadratkilometer. In den 3303 Haushalten lebten statistisch je 2,62 Personen.
Ethnisch betrachtet setzte sich die Bevölkerung zusammen aus 61,5 Prozent Weißen, 37,1 Prozent Afroamerikanern, 0,3 Prozent amerikanischen Ureinwohnern, 0,1 Prozent Asiaten sowie aus anderen ethnischen Gruppen; 0,9 Prozent stammten von zwei oder mehr Ethnien ab. Unabhängig von der ethnischen Zugehörigkeit waren 1,8 Prozent der Bevölkerung spanischer oder lateinamerikanischer Abstammung.
24,1 Prozent der Bevölkerung waren unter 18 Jahre alt, 60,4 Prozent waren zwischen 18 und 64 und 15,5 Prozent waren 65 Jahre oder älter. 50,9 Prozent der Bevölkerung war weiblich.

Das jährliche Durchschnittseinkommen eines Haushalts lag bei 29.202 USD. Das Pro-Kopf-Einkommen betrug 14.998 USD. 26,0 Prozent der Einwohner lebten unterhalb der Armutsgrenze.

## Ortschaften im Benton County
Towns
- Ashland
- Hickory Flat
- Snow Lake Shores

Unincorporated Communities
- Canaan
- Lamar
- Michigan City
- Winborn

## Gliederung
Das Benton County ist in fünf durchnummerierte Distrikte eingeteilt:
| Distrikt | Einwohner (2010) | FIPS     |
| -------- | ---------------- | -------- |
| 1        | 1772             | 28-90045 |
| 2        | 1662             | 28-90783 |
| 3        | 1723             | 28-91521 |
| 4        | 1594             | 28-92259 |
| 5        | 1978             | 28-92997 |